# Van Citters

Wapen van Van Citters (1828 en 1872)

Van Citters is een regentenfamilie waarvan telgen gedurende eeuwen bestuurlijke functies vervulden in met name de stad Middelburg en de provincie Zeeland. Enkele leden van de familie hadden een functie op nationaal en internationaal niveau. Vanaf 1814 werden telgen opgenomen in de Nederlandse adel.

## Geschiedenis
De stamreeks begint met Jacob Cornelis van Ceters die in 1500 als poortrer van Breda wordt vermeld. Zijn zoon Cornelis van Ceters wordt daar vermeld in 1522 als burgemeester. Gedurende de Reformatie verhuisde de familie via Antwerpen naar Middelburg waar zij bestuursfuncties gingen bekleden.

## Functies in Zeeland

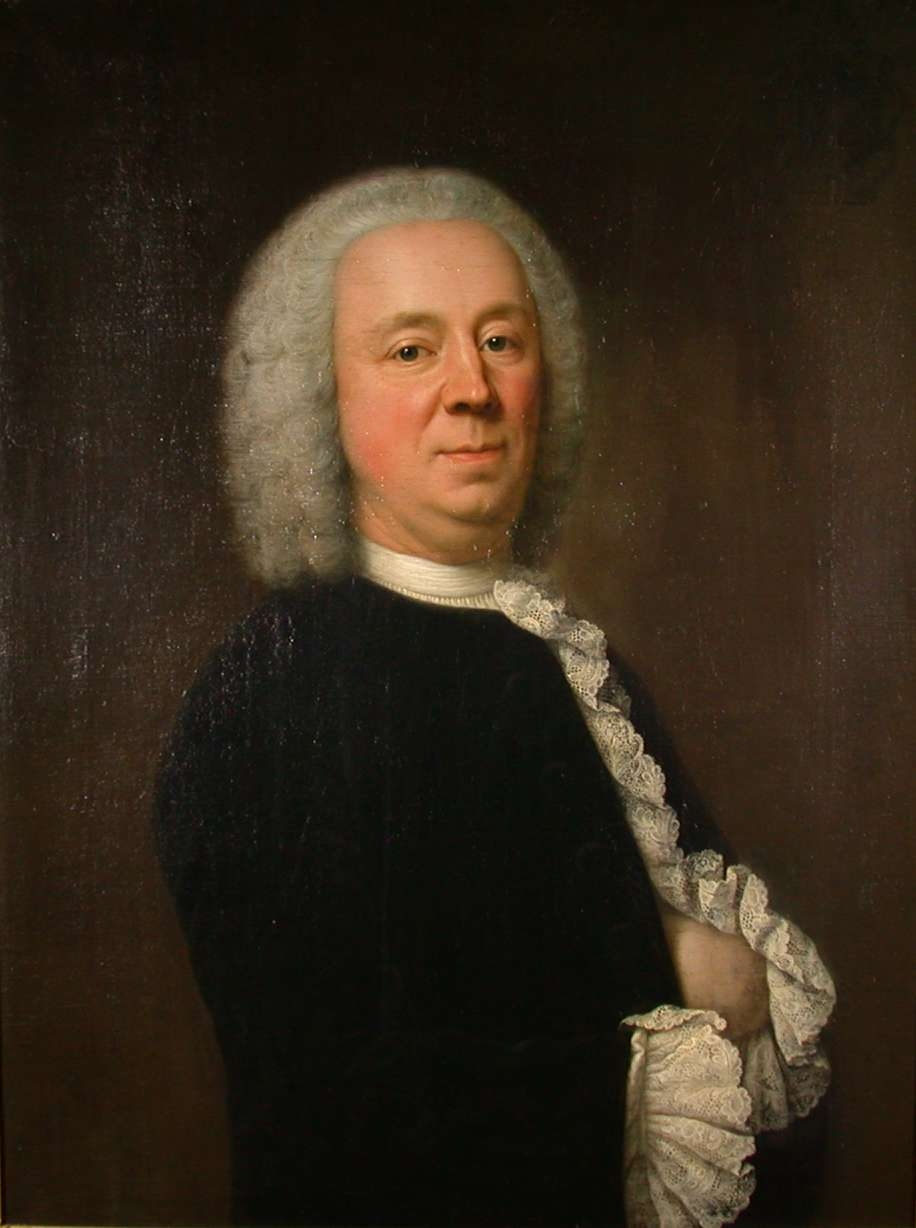
Jacob van Citters. Afbeelding &collectie: Zeeuws maritiem muZEEum.

Willem van Citters (1685-1758), Jacob van Citters (1708-1792), Willem Aarnoud van Citters (1741-1811), Gerard van Citters (1742-1805) en Willem Arnoud Kien van Citters (1756-1794) waren burgemeester van Middelburg. Willem van Citters speelde een belangrijke rol bij het herstel van het stadhouderschap in 1747. Hiervoor kreeg hij de post van vertegenwoordiger van de Eerste Edele aangeboden, waarvoor hij bedankte wegens zijn gevorderde leeftijd. Willem Aarnoud van Citters (1741-1811) speelde een rol bij het herstel van het stadhouderschap in 1787.
Op provinciaal niveau waren Caspar van Citters (1674-1734), Wilhem van Citters (1723-1802) en Willem Aarnoud van Citters (1741-1811) actief als raadpensionaris van Zeeland. Aarnout van Citters (1714-1752) en Cornelis Kien van Citters (1732-1805) waren respectievelijk waterbaljuw en hoogbaljuw van Zeeland. Wilhem van Citters was ook vertegenwoordiger van de Eerste Edele in Zeeland, enigszins vergelijkbaar met de functie van voorzitter van de Ridderschap in Holland, maar met meer invloed door de rol in twee van de zes stemhebbende steden Veere en Vlissingen.

## Functies op nationaal en internationaal niveau
Wilhem van Citters (1723-1802) was geheimsecretaris van stadhouder Willem V en ontvanger-generaal van de Republiek. Aernout van Citters (1633-1696) was raadsheer van het Hof van Holland en Zeeland en lid van de Hoge Raad. Jacob Verheije van Citters (1753-1823) was eveneens raadsheer in het Hof van Holland en Zeeland. Willem van Citters (1751-1803) was lid van de Staten-Generaal.
Aernout van Citters (1633-1696) was ambassadeur in Engeland van 1680-1694 en Spanje van 1694-1696. In de functie van ambassadeur heeft Aernout een rol gehad in de benoeming van stadhouder Willem III tot koning van Engeland. Hij was buitengewoon ambassadeur in de Nederlandse afvaardiging bij de kroning van James II tot koning in 1685 in Engeland en de inhuldiging van stadhouder Willem III tot koning van Engeland in 1689.

## Functies bij de handelscompagnieën
Willem van Citters (1685-1758) en Cornelis Kien van Citters (1732-1805) waren achtereenvolgens van 1712 tot 1795 bewindhebber van de Verenigde Oost-Indische Compagnie. Jacob van Citters (1708-1792), Aarnout van Citters (1714-1752), Wilhem van Citters (1723-1805) en Gerard van Citters (1742-1805) vervulden de beide zetels van beëdigd hoofdparticipant namens de kamer Zeeland van 1737 respectievelijk 1745 tot respectievelijk 1791 en 1795. Caspar Jacob (1754-1801) was bewindhebber van de West-Indische Compagnie van 1775-1795.

## Functies tijdens het Koninkrijk
Aarnout Constantijn van Citters (1774-1837), buitengewoon lid van de Staten-Generaal der Verenigde Nederlanden en president van de ridderschap van Zeeland, werd op 6 oktober 1814 erkend als Edele van Zeeland. Laurens de Witte van Citters (1781-1862), lid van de notabelenvergadering in 1814, werd op 16 september 1815 toegekend de titel van ridder die verviel wegens niet lichten. Tussen 1815 en 1872 werden nog enkele leden verheven in de Nederlandse adel.
Aarnout Constantijn van Citters (1774-1837), Pieter Damas (1802-1888), Laurens (1781-1862) en Constantijn (1841-1903) waren respectievelijk lid van Provinciale Staten van Zeeland (1814-1830), Zeeland (1838-1880), Zuid-Holland (1841-1858) en Noord-Holland (1897-1903). Aarnout Constantijn (1774-1837) en Pieter Damas (1802-1888) waren ook lid van Gedeputeerde Staten van Zeeland in de Eerste Kamer van 1814-1830, respectievelijk van 1850 tot 1880. Schelto van Citters (1865-1942) was Commissaris van de Koningin in Gelderland en lid van de Eerste en Tweede Kamer.

## Enkele telgen
Mr. Aernout van Citters, heer van Gapinge (1633-1696), raadsheer Hoge Raad, ambassadeur aan het Engelse Hof tijdens de Glorious Revolution
- Arnout van Citters (1661-1718), kolonel
  - Mr. Aarnout van Citters (1710-1753)
    - Frederik van Citters, heer van Duinbeek (1741-1791)
      - Jhr. mr. Aarnout Constantijn van Citters (1774-1837), lid Gedeputeerde Staten van Zeeland

    - Cornelis van Citters (1750-1798), gouverneur van Bengalen
      - Jan Willem Frederik van Citters (1785-1836), waterfiscaal te Batavia, resident te Decima (1831-1834)
- Mr. Caspar van Citters (1674-1734), raadpensionaris van Zeeland; trouwde in 1703 met Magdalena Verheye (1672-1732)
  - Mr. Jacob van Citters, heer van Sint-Laurens en Popkensburg (1781-) (1708-1792), burgemeester van Middelburg, beëdigd hoofdparticipant VOC en vertegenwoordiger van de Eerste Edele in de Staten van Walcheren; trouwde in 1736 met Anna Sara Boudaen, vrouwe van Sint-Laurens en Popkensburg (1718-1781)
    - Mr. Jacob Verheye van Citters, heer van Sint-Laurens en Popkensburg (1753-1823) raadsheer Hof van Holland en Zeeland; trouwde in 1778 met Anna Jacoba de Witte van Elkerzee (1758-1796), dochter van mr. Laurens de Witte van Elkerzee, heer van Elkerzee
      - Jhr. mr. Laurens de Witte van Citters, heer van Elkerzee en Bruinisse (1781-1862), voorzitter van de Hoge Raad van Adel, lid Provinciale Staten van Zuid-Holland
        - Jhr. mr. Jacob de Witte van Citters (1817-1876), advocaat, medewerker van het tijdschrift Themis, legateerde aan het rijk de verzameling familieportretten op voorwaarde dat deze eerst in bewaring zouden worden gegeven van zijn aangetrouwde neef, tevens zwager Arnoldus Andries des Tombe
        - Jkvr. Carolina Hester de Witte van Citters (1820-1901); trouwde in 1850 met haar neef Arnoldus Andries des Tombe (1816-1902), kapitein en kunstverzamelaar

      - Cornelia Maria Verheye van Citters (1789-1852); trouwde in 1814 met Daniel Gerard des Tombe (1787-1827), kapitein
        - Arnoldus Andries des Tombe (1816-1902), kapitein en kunstverzamelaar; trouwde in 1850 met zijn nicht jkvr. Carolina Hester de Witte van Citters (1820-1901)

    - Mr. Caspar Jacob van Citters (1754-1801), bewindhebber WIC
- Mr. Willem van Citters (1685-1758), schepen en burgemeester van Middelburg, bewindhebber VOC
  - Mr. Aarnout van Citters (1714-1752), baljuw van de wateren van Zeeland, beëdigd hoofdparticipant VOC
    - Mr. Willem Aarnoud van Citters (1741-1811), raad, schepen en burgemeester van Middelburg, raadpensionaris van Zeeland, bewindhebber VOC
      - Mr. Aarnout van Citters (1768-1851), secretaris van Goes
        - Aarnout van Citters (1801-1865), luitenant-kolonel
          - Jhr. mr. Willem van Citters (1847-1913), burgemeester van Zierikzee

      - Jhr. Willem van Citters (1774-1834), baljuw en ontvanger van Goes
        - Jhr. Pieter Damas van Citters (1802-1888), lid Gedeputeerde Staten van Zeeland
          - Jhr. mr. Lodewijk van Citters (1835-1881), kantonrechter
            - Jhr. Cornelis Anne van Citters (1873-1932), burgemeester van Noordgouwe
              - Jhr. Lodewijk van Citters (1899-1931), burgemeester van Kortgene en Haamstede
              - Jhr. Albert van Citters (1905-2008), burgemeester van Burgh
                - Jhr. Lodewijk van Citters (1932), oud-bedrijfsdirecteur, chef de famille
                - Jkvr. Anna Cornelia van Citters (1936), beeldend kunstenaar

          - Jhr. Eduard van Citters (1838-1924)
            - Jhr. dr. Schelto van Citters, heer van Gapinge (1865-1924), lid van de Eerste Kamer en de Tweede Kamer, Commissaris der Koningin; trouwde (1) in 1902 met Wilhelmina Sophia Royaards (1864-1903), (2) in 1905 met Agatha Johanna van Naamen van Eemnes, vrouwe van de beide Eemnessen (1870-1919)
              - Jkvr. Sara Maria van Citters (1906-1996) medisch dra; trouwde in 1933 met prof. dr. Constantijn Leopold Patijn (1908-2007), politicus en hoogleraar
              - Jhr. mr. Willem Eduard van Citters, heer van Gapinge en van de beide Eemnessen (1910-1945), journalist

          - Jhr. Frederick van Citters (1839-1922), burgemeester van Delfshaven
          - Jhr. Constantijn van Citters (1841-1903), burgemeester van Nieuwer-Amstel en Purmerend

    - Mr. Aarnout Wilhem van Citters (1745-1814), burgemeester van Goes
    - Mr. Caspar van Citters (1746-1815), schepen te Tholen, gecommitteerde raad van Zeeland namens Tholen
    - Cornelis van Citters, heer van Bruelis (1747-1807), burgemeester van Goes
      - Caspar van Citters, heer van Bruelis (1778-1834)
        - Jhr. mr. Cornelis van Citters (1826-1882), burgemeester en lid van Provinciale Staten van Zeeland; van hem bestaan talrijke afstammelingen in Noord-Amerika
          - Jhr. mr. dr. Adolf Jacobus van Citters, heer van 's Heer Hendrikskinderen en Heinkenszand (1855-1928), diplomaat

  - Mr. Cornelis van Citters (1717-1782), gedeputeerde van de Eerste Edele ter Rekenkamer van Zeeland
    - Mr. Gerard van Citters (1742-1805), burgemeester van Middelburg, beëdigd hoofdparticipant VOC

  - Mr. Wilhem II van Citters (1723-1802), raadpensionaris van Zeeland, vertegenwoordiger van de Eerste Edele, ontvanger-generaal van de Unie, beëdigd hoofdparticipant VOC
    - Mr. Wilhem van Citters (1751-1803), gedeputeerde ter Staten-Generaal

  - Mr. Cornelis Kien (gedoopt Caspar) van Citters (1732-1805), hoogbaljuw van Zeeland, bewindhebber VOC
    - Willem Arnoud Kien van Citters (1756-1794), burgemeester van Middelburg